# Louis Schlösser
Louis Schlösser (* 17. November 1800 in Darmstadt; † 17. November 1886 ebenda) war ein deutscher Violinist, Komponist und Dirigent.

## Leben
Als jüdischer Gastwirtssohn wurde Schlösser mit Hilfe großherzoglicher Stipendien zum Musiker ausgebildet, so 1822 bis 1823 in Wien bei Antonio Salieri, Joseph Mayseder und Ignaz von Seyfried, anschließend in Paris bei Rodolphe Kreutzer und Jean-François Lesueur. Später war er in Darmstadt Hof- und Kammermusikus und ab 1858 Hofkapellmeister des Darmstädter Orchesters.
Er unterhielt rege Beziehungen zu zahlreichen berühmten Musikern seiner Zeit, darunter zu Ludwig van Beethoven, Louis Spohr, Franz Schubert, Carl Maria von Weber, Katharina Cibbini und Hector Berlioz. Seine Begegnung mit Beethoven hat er in umfangreichen Erinnerungen beschrieben.